# ミャンマー国鉄

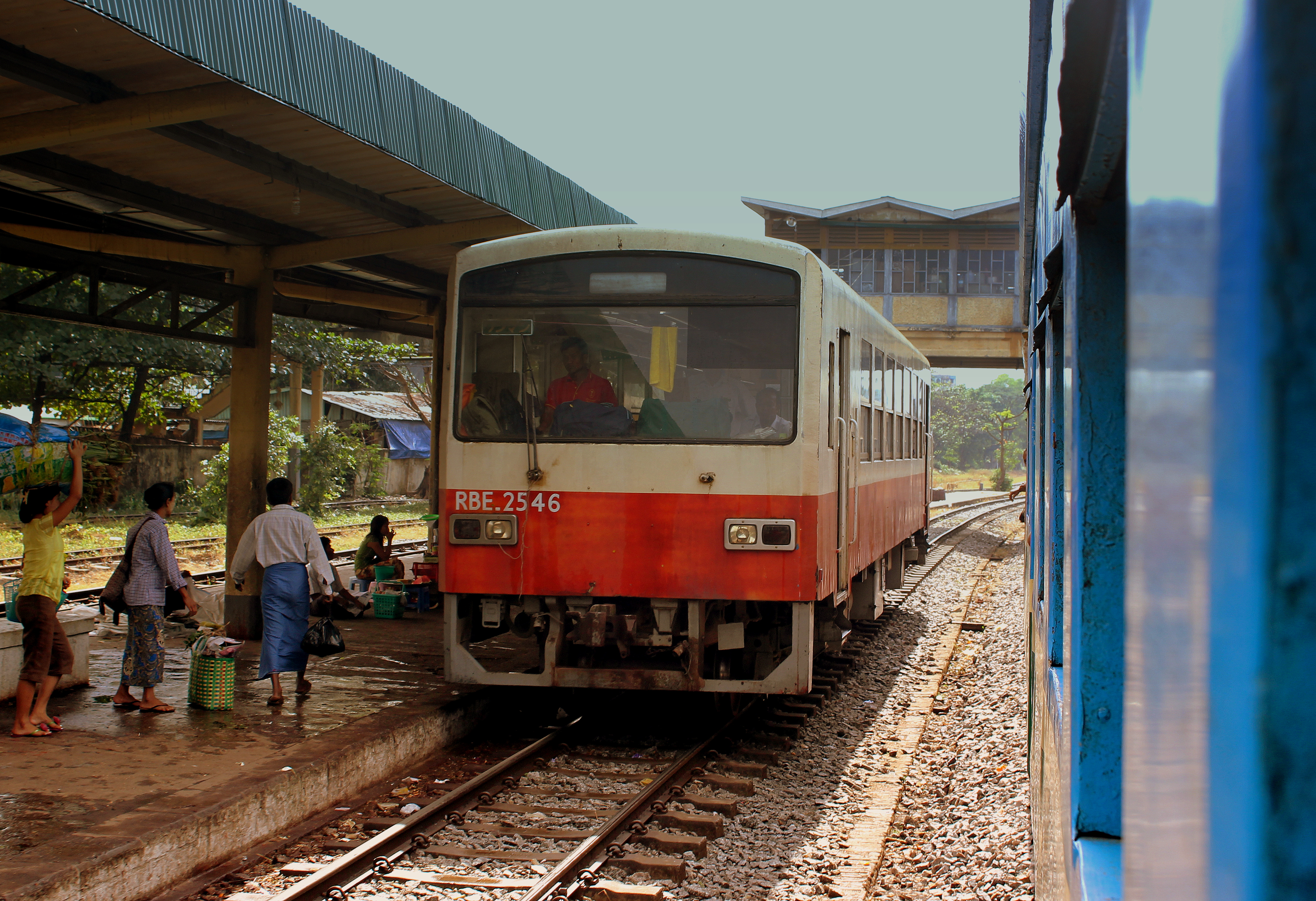
ミャンマー国鉄 RBE2500形RBE2546（元・松浦鉄道MR-300形）

ミャンマー国有鉄道（ミャンマーこくゆうてつどう、英語: Myanma Railways ビルマ語: မြန်မာ့ မီးရထား）は、1877年に設立されたミャンマーの鉄道事業者である。

## 概要
ミャンマー国有鉄道はミャンマー全国に鉄道路線を有しており、総延長は2015年現在3,795.33マイル (6,107.99 km)、路線全体の駅数は960駅である。
鉄道路線は11の管理区域 (division)に分けられる。大規模な車両工場はユワータウン (Ywataung Locomotives Workshop)、インセイン (Insein Locomotives Workshop)、そしてミンゲ (Myitnge Carriages & Wagons Workshop)の三つである。

## 歴史
1877年3月1日　イラワジ州鉄道 (Ir-rawaddy State Railway)により、ヤンゴン - ピィ（プローム）間161マイル (259 km)が開業。
1896年　イラワジ州鉄道はビルマ鉄道 (Burma Railways Co. Ltd)に転換。
1928年12月28日　ビルマ鉄道がIndian Railway Boardの傘下となる。
1937年　ビルマ鉄道が国有化される (Burma Railway Board)。
1948年　ビルマは独立し、Burma Railway BoardはUnion of Burma Railway Board (UBR)となる。
1972年　UBRは、Burma Railways Corporation (BRC)となる。
1989年4月1日　ビルマの政変に伴い、BRCはMyanma Railways (MR)となる。

## 路線
ミャンマー国鉄の鉄道路線は11の区域 (division)に分けられる。
2022年現在の各路線の開通日は、以下の通りである。
1877年5月1日 Yangon - Pyay Line 開通。
1885年8月1日 Yangon - Taungoo Line 開通。
1889年3月1日 Taungoo - Mandalay Line 延伸。
1898年1月1日 Mandalay - Myitkyina Line 開通。
1900年4月15日 Ywataung - Alon Line 開通。
1902年12月15日 Myohaung - Lashio Line 開通。
1903年3月1日 Hinthada - Pathein Line 開通。
1903年3月20日 Hinthada Letbadan Line 開通。
1907年10月12日 Bago - Mottama Line 開通。
1908年12月14日 Hinthada - Kyangin Line 開通。
1921年5月2日 Thazi - Shwenyaung Line 開通。
1922年7月1日 Alon - Budalin Line 開通。
1925年4月16日 Mawlamyine - Ye Line 開通。
1927年2月5日 Mandalay - Madaya Line 開通。
1929年8月15日 Nyaunglebin - Madauk Line 開通。
1930年1月13日 Mandalay - Myingyan Line 開通。
1930年7月17日 Pyinmana - Kyaukpadaung Line 開通。
1959年5月1日 Yangon Circular Railway 開通。
1969年3月1日 Kyaukpadaung - Kyeeni Line 開通。
1988年3月27日 Thaton - Myinegalay line 開通。
1989年3月27日 Dabein - Hlelawin Line 開通。
1990年1月4日 Mandalay Western Circular Line 開通。
1991年1月4日 May 1990 Eastern Circular Line 開通。
1991年2月15日 Tada U - Myotha Line 開通。
1991年3月27日 Shwenyaung - Yutsawk Line 開通。
1992年7月2日 Mandalay - Circular (Hill) Line 開通。
1992年2月21日 Myotha - Wetlu Line 開通。
1992年5月9日 Wetlu - Nahtogyi Line 開通。
1992年12月8日 Nahtogyi - Myingyan Line 開通。
1993年1月7日 Aungban - Pinlong Line 開通。
1993年3月27日 Pinlong - Loikaw Line 開通。
1993年7月31日 Togyaunggale - Okkphosu Line 開通。
1993年10月30日 Chaung-U - Taw Kyaungyi Line 開通。
1993年12月12日 Pakhokku - Minywa Line 開通。
1994年11月13日 Pakhokku - Myaing - Myosoe Line 開通。
1995年3月18日 Myosoe - Zebya Line 開通。
1995年4月23日 Kalay Natchaung Line 開通。
1995年5月1日 Nansan - Moene Line 開通。
1995年5月30日 Dawei - Yebyu Line 開通。
1996年1月5日 Myohaung - Myitnge 複線化。
1996年2月5日 Natchaung - Gangaw Line 開通。
1996年3月26日 Myitkyina - Nampoung Airport 開通。
1996年6月4日 Banyin - Pharmon Line 開通。
1996年7月16日 Pyinmana - Kyitaungkan 複線化。
1996年7月27日 Taunggyi - Pharmon Line 開通。
1996年9月18日 Bagan - Sakha (Myingan) Line 開通。
1996年9月24日 Ye (Chaungtaung) - Kaloggyi Line 開通。
1997年2月11日 Bagan - Kyaukpadaung Line 開通。
1997年4月9日 Zebyar - Kyaw Line 開通。
1997年5月22日 Aunglan - Satthwa (Taungtwingyi) Line 開通。
1997年7月17日 Gangaw – Yaymyetni Line 開通。
1997年9月14日 Pyay – Aunglan Line 開通。
1997年12月24日 Taunggyi - Shwenyaung Line 開通。
1998年3月26日 Yebyu – Paukpinkwin - Kaloggyi Line 開通。
1998年8月15日 Danyingon - Hlawkar 複線化。
1999年4月9日 Pyawbwe – Yanaung Line 開通。
1999年4月17日 Magwe - Taungtwingyi Line 開通。
1999年8月31日 Tada U-Mandalay Airport extension Line 開通。
1999年9月18日 Sin Phyu Shin Bridge approach (East/West) Line 開通。
2000年4月9日 Butalin - Ye U - Khin U Line 開通。
2001年4月30日 Banyin - Hsighkhaung Line 開通。
2002年7月31日 Namsan - Mangsit Line 開通。
2003年3月27日 Hsighkhaung - Pyinthaya Line 開通。
2003年11月15日 Okaphosu-Thilawar Line 開通。
2003年11月25日 Approach Ye Bridge 開通。
2004年3月20日 Mongseik - Kaungsaing Line 開通。
2004年3月21日 Pyinthaya - Htiyee Line 開通。
2004年11月27日 Htiyee - Ponchaung Line 開通。
2006年1月1日 Ponchaung - Kaungsaing Line 開通。
2006年3月4日 Toegyaunggale - Dagon University Line 開通。
2006年4月17日 Thanlwin Bridge (Mawlamyaine)approach 開通。
2006年6月1日 Okkphosu - Yangon East University Line 開通。
2006年6月25日 Myitnge - Kyaukse 複線化。
2006年7月16日 Tharzi - Kunganyo Line 開通。
2007年1月27日 Kyaw - Yaymyetni Line 開通。
2007年4月21日 Daik U- Sittaung line 開通。
2007年3月17日 HlawKha – University of Computer line 開通。
2007年9月2日 Kyeeni - Chauk line 開通。
2007年11月24日 Kyitaunggan – Kyaukse 複線化。
2008年3月2日 Kyangin - Ooshitpin line 開通。
2008年11月30日 Pyawbwe - Phaya Ngasu line 開通。
2009年3月22日 Ooshitpin - Kamma line 開通。
2009年5月19日 Sittway - Yaychanpyin line 開通。
2009年10月17日 Kanma - Thayet line 開通。
2009年11月20日 Pakhokku - Kyungchaung line 開通。
2009年12月19日 Magway - Kanpya line 開通。
2010年1月2日 Aungtha - Bawditahtaung line 開通。
2010年1月16日 Yanaung - ywataw line 開通。
2010年2月20日 Katha - Moetagyi line 開通。
2010年3月14日 Thayet - Minhla Line 開通。
2010年5月15日 Kyantaung - Ponarkyun - Yoetayoke Line 開通。
2010年6月12日 Yawchaung - Seikphu Line 開通。
2010年7月21日 Hinthada - Zalum Line 開通。
2010年8月22日 Pyay (Shwetaga) - Paukkhaung Line 開通。
2010年9月18日 Minhla - Minbu Line 開通。
2010年10月9日 Seikphu - Sinphukyun Line 開通。
2010年12月19日 Kyaingtone - Wunkaung Line 開通。
2011年1月22日 Minbu - Pwintphu Line 開通。
2011年2月26日 Kyunchaung - Daumgtha Line 開通。
2011年3月20日 Pathein (Begayet)-Eimme Line 開通。
2011年4月10日 Yoetayoke - Kyauktaw Line 開通。
2011年6月4日 Dawei - Thayetchaung Line 開通。
2011年12月31日 Ayeyarwaddy Bridge (Pakokku)approach 開通。
2013年3月13日 Ywataw-Natmauk 開通。
2013年5月11日 Ayeyawaddy Bridge(Malun)approach 開通。
2014年2月7日 Moetagyi-ChaungWa-Kyaukkyi 開業。
2014年5月24日 Yangon(Hlaing Thar Yar) - Nyaung Htong-Saekug開業。

## 軌道
鉄道路線の軌間は1,000mmである。これはイギリス（大英帝国）植民地時代の1877年に、最初の路線であるヤンゴン - プローム（ピイ）間が軌間1,000mm（メーターゲージ・狭軌）によって建設されたためである。この軌間を採用したのは、インドの鉄道において1,000mm軌間の鉄道を広軌の1,676mm軌間に変更する工事が行われ、その際に車両・線路などの余剰品が発生し、それを流用したからとの説がある。
保線状態は先進諸国のものと比べて悪く、その乗り心地は「ジャンピングトレイン」と評される事もある。しかし、近年は幹線のヤンゴン－マンダレー線を中心に、日本政府による技術支援が行われており、保線状態が改善しつつある区間もある。

## 列車
2014年10月現在、全国で439本の列車が運行されている。その内ヤンゴン近郊の列車は215本、貨物列車は28本である。これらの列車は、ディーゼル機関車の牽引、レールバスまたは気動車によって運行される。
地方の路線では、各駅停車と停車駅の少ない急行列車が毎日各一往復運行されている事が多いようである。ヤンゴン－マンダレー間や、マンダレー－ミッチーナー間などの主要かつ長距離の幹線では、各駅停車の区間列車も運行されている。主要幹線以外の地方路線は、日本のいわゆるローカル線と比較しても本数は非常に少なく、一日1 - 3往復かつ始発駅を早朝に出発する路線が多い。
旅客列車は客車列車（貨車との混合列車を含む）と気動車で運行されている。 等級はアッパークラス（一等）とファーストクラス（二等）、オーディナリークラス（三等）の三種類で、アッパークラス車には寝台車も存在する。幹線の長距離列車には、寝台車の他に食堂車が連結される事もある。
ヤンゴン市内・近郊では、空調設備無しの列車、扇風機を装備する列車、冷房装置を有する気動車列車、の三種類の列車が運行されており、それぞれ運賃が異なっていた（後者になるにつれ運賃は高くなる）。2016年6月以降、冷房装置の使用は停止され、運賃も一定額に改訂される。
ヤンゴン市内を約2.5 - 3時間かけて一周する環状線の他、郊外の大学等に向かう支線へ直通する列車もある。
2015年に広島電鉄から3000形、750形が譲渡され、2016年1 - 6月までヤンゴン市港湾部にて運行されていた。

## 車両
ミャンマー国鉄の保有する車両は、機関車（蒸気・ディーゼル）、気動車（レールバス・日本の中古気動車）、客車、貨車、事業用車などに分類する事ができる。

### 機関車
- 蒸気機関車

かつては様々な形式が存在した蒸気機関車は、2015年10月現在35両が在籍している。但しその中で稼働が可能なのはYD967号機のみとなっている。
ヤンゴン市内のインセイン機関車工場でレストア中のものも数両存在する事が確認されている。　
- ディーゼル機関車

1958年に5両の電気式ディーゼル機関車（アルストム製）が導入されたのを皮切りに、2015年現在は電気式・液体式合わせて400両以上が在籍している。

### 気動車
- レールバス

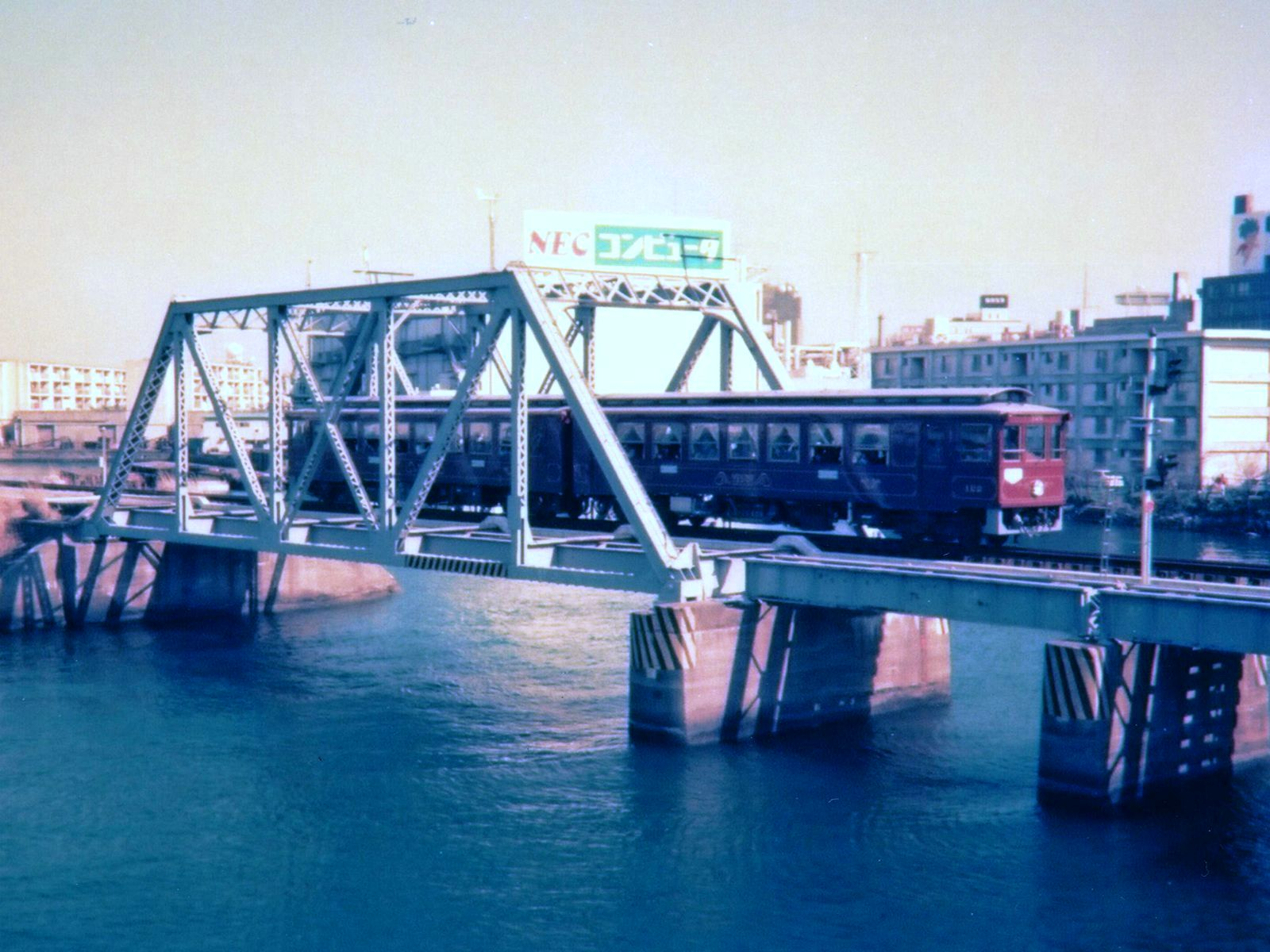
三陸鉄道からミャンマー国鉄に譲渡された、横浜博覧会臨港線121-122（写真は新造時）

1960年代に日本の援助によって生産された日野製トラックを改造した鉄道車両が運行されていた。後にトラックの駆動機関を残して車体を新製した車両が多数製作され、国内各地の路線で運行されている。これらレールバスはLRBE (Loco Rail Bus Engine)という形式が与えられており、その総数は約80両である。
2000年代前半には、より車体を大型化したDMU (Diesel Multiple Unit)も製作された。
これらのレールバスは3両程度の小型客車（DMUでは付随車）を連結して運行される。片運転台の車両は、終点の駅でターンテーブルによって方向転換して折り返している。
- 日本の中古気動車

2003年以降、日本の鉄道で運行されてきた鉄道車両が数多く輸出されている。気動車は名古屋鉄道・伊勢鉄道・のと鉄道・天竜浜名湖鉄道・三陸鉄道・甘木鉄道・真岡鐵道・平成筑豊鉄道・北海道ちほく高原鉄道・松浦鉄道・樽見鉄道・いすみ鉄道・井原鉄道・北海道旅客鉄道（JR北海道）・東日本旅客鉄道（JR東日本）・東海旅客鉄道（JR東海）・西日本旅客鉄道（JR西日本）・四国旅客鉄道（JR四国）から購入・譲渡されている。なお、ミャンマーの車両限界は日本の車両限界より高さが低いため、日本製中古車両のほとんどは低屋根化改造を受けている。

## 運賃
運賃はミャンマーの通貨であるチャット払いである。運賃表は有人駅に掲示されている。
基本的に、乗車する列車の到着が近くなってから発券される。長距離列車では、乗車日の3日前から座席（寝台）の予約を受け付けている事もある。
地方路線では硬券が多い。
外国人に関してはこれまで正規運賃・料金の10倍近くにもなる外国人運賃・料金（アメリカドル建て）が適用され、さらには二等車しか連結していない場合でも一等車の運賃・料金で計算されていた。しかし2014年4月から外国人運賃・料金は廃止され、外国人もミャンマー人と同様に正規のチャット払いの運賃で乗車する事ができる。
長距離路線では、外国人はパスポートを提示の上、領収証の様な切符が発行される事が多い。

## 鉄道事故
- 2012年11月9日 - ザガイン管区シュウェボー県（英語版）Kanbalu（英語版）付近で、液体燃料を積んだ列車が脱線炎上。死者27名、負傷者80名以上の惨事となった（ミャンマー列車脱線事故）。